# Callogorgia affinis
Callogorgia affinis is een zachte koraalsoort uit de familie Primnoidae. De koraalsoort komt uit het geslacht Callogorgia. Callogorgia affinis werd in 1906 voor het eerst wetenschappelijk beschreven door Versluys. 